# Jardin public Fernand-Chapsal
Le jardin public Fernand-Chapsal (anciennement parc Bassompierre) est l'un des principaux espaces verts de la ville de Saintes, dans le département français de la Charente-Maritime. Il doit son nom à Fernand Chapsal, maire de Saintes de 1919 à 1939. 
Formant un ensemble de près de trois hectares, ce vaste parc aux allées rayonnantes est l'un des lieux de promenade et de contemplation les plus populaires de l'agglomération saintaise.

## Description
Il s'étend le long des berges de la Charente, depuis la place Bassompierre jusqu'au parc Pierre-Mendès-France et à la prairie de la Palu qui en sont les prolongements naturels. Aménagé en 1925 par l'architecte-paysagiste Bonnet, le parc forme un réseau d'allées arborées, de parterres de fleurs et d'espaces gazonnés. Il est composé de deux espaces aux styles distincts : d'une part un jardin à la française, de l'autre un jardin à l'anglaise. Il accueille également des attractions pour les enfants (toboggan, balançoire), un mini-parc animalier (chèvres, canards, oiseaux) ainsi qu'une ancienne orangerie reconvertie en salon de thé. Des pontons en bois servent à l'accueil d'embarcations de tourisme.
Établi sur la rive droite, le jardin public est accessible depuis le centre-ville par une passerelle piétonne sur la Charente aménagée en 1927. Le parc accueille par ailleurs un kiosque à musique édifié en 1928 par l'entrepreneur Roginski sur les plans de l'architecte Georges Baustert.

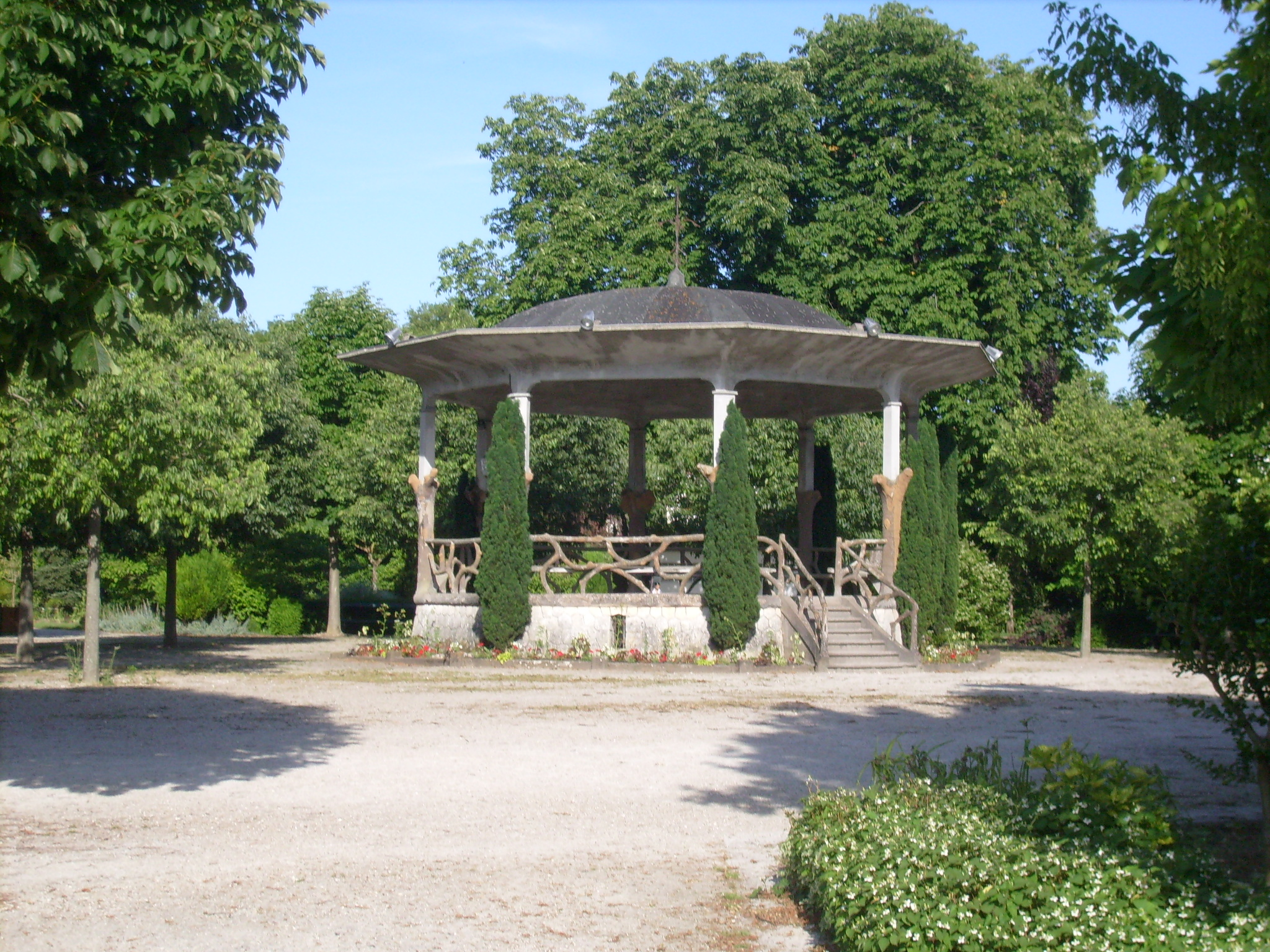
Le kiosque.
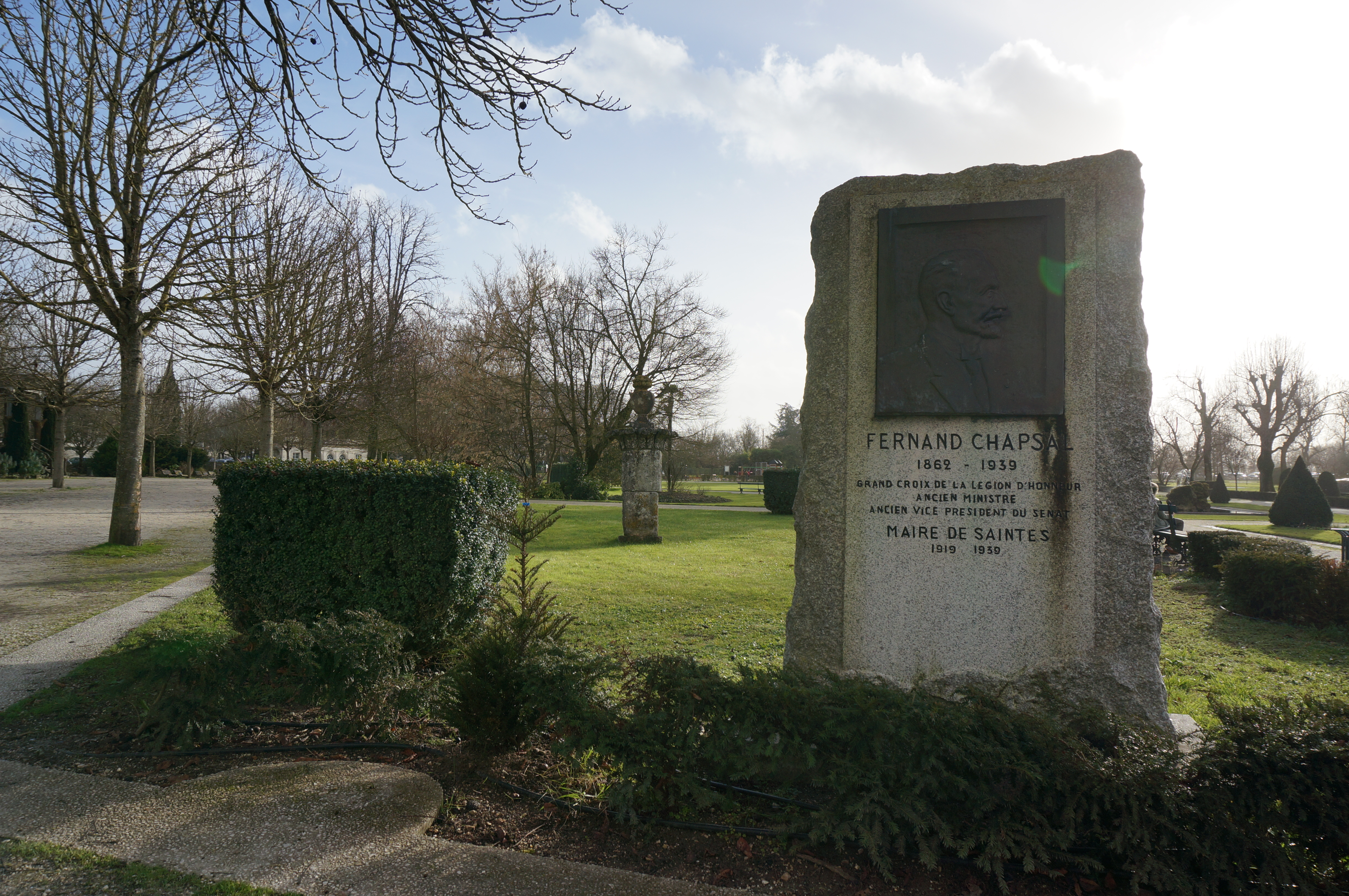
Plaque en hommage à Chapsal.
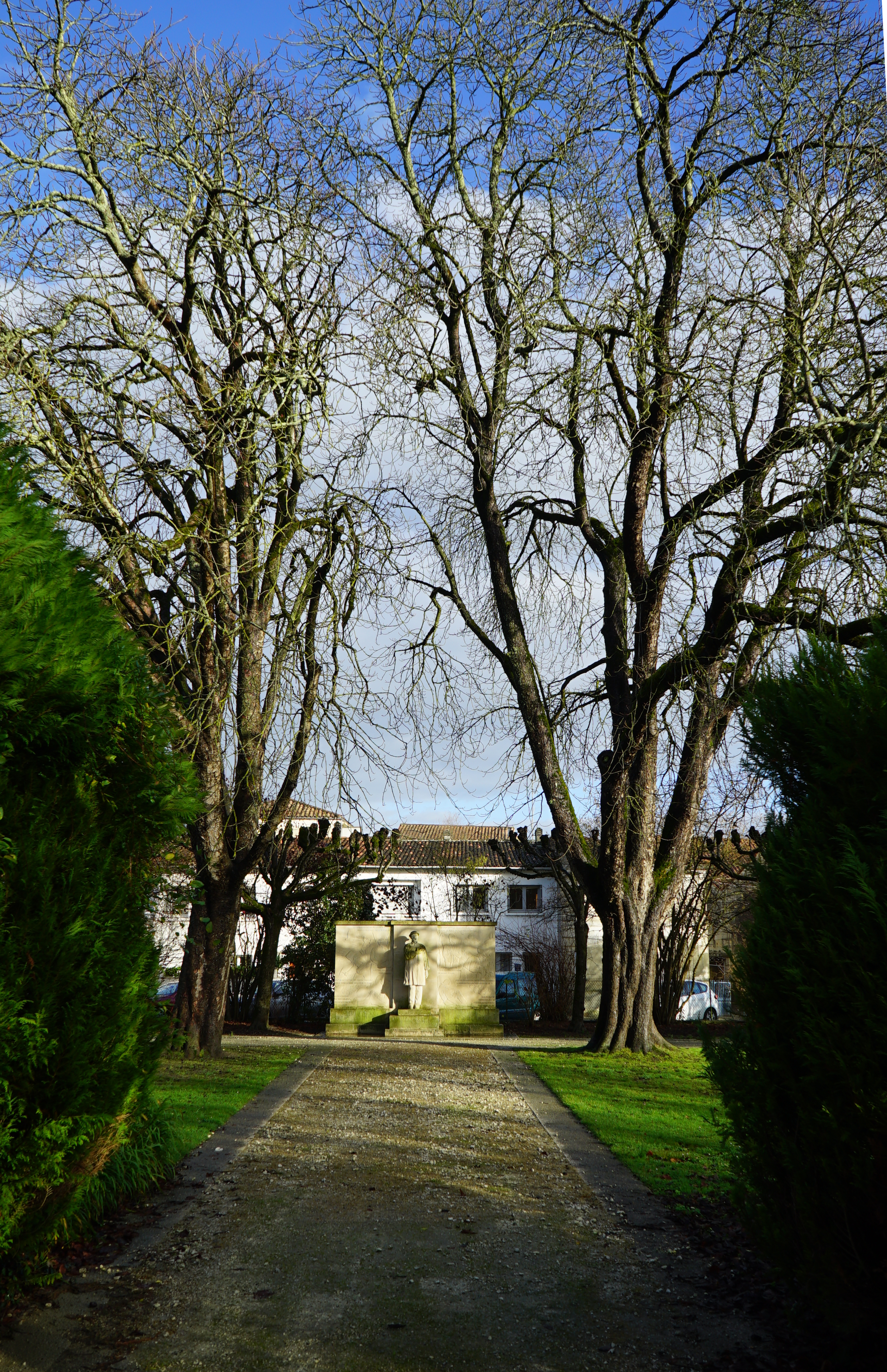
Monument à Goulebenéze.
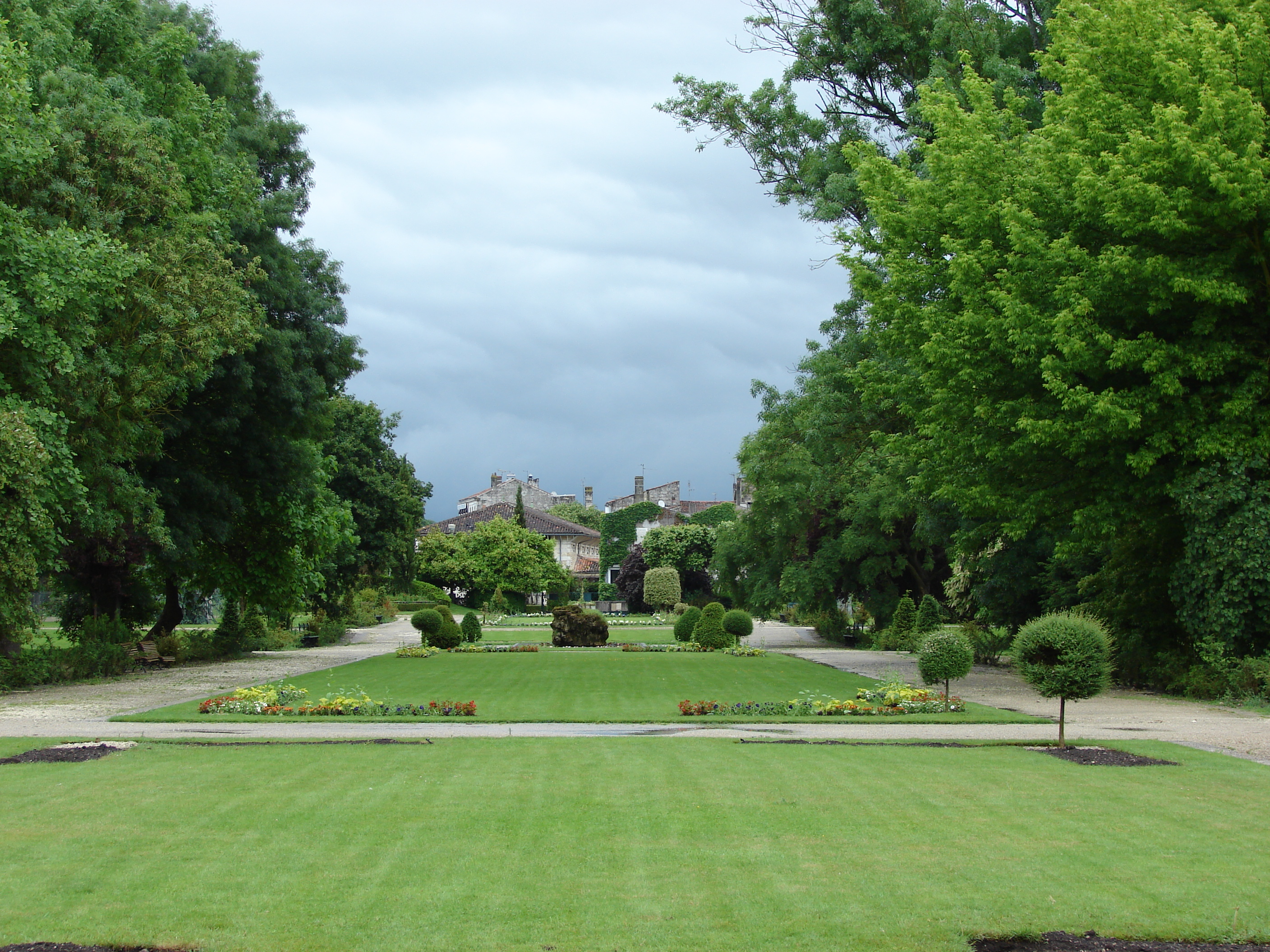